# Jacques Berthou
Pour les personnes ayant le même patronyme, voir Berthou.
Jacques Berthou, né le 3 mars 1940, est un homme politique français. Il est sénateur de l'Ain de 2008 à 2014.

## Biographie

### Carrière professionnelle
Né le 3 mars 1940 à Lyon, Jacques Berthou est ingénieur EDF, chargé des marchés à l’étranger.

### Parcours politique
Conseiller municipal d'opposition de Miribel, dans l'Ain, de 1983 à 1995 (avec une interruption d'un an en 1989), il est maire de cette ville de juin 1995 à avril 2014, date à laquelle il ne se représente pas au poste de maire mais demeure conseiller municipal de la majorité.
En mars 1998, il est élu conseiller général de l'Ain (divers gauche) pour le canton de Miribel. Il est réélu au premier tour en 2004 avec 51,39 % des voix. Il démissionne en 2008 pour se mettre en conformité avec la loi limitant le cumul des mandats.
Le 21 septembre 2008, il est élu sénateur de l'Ain. Il n’est pas réélu en 2014.
En janvier 2015, il annonce ne pas être candidat aux élections départementales dans le canton de Miribel et exprime le désir de se concentrer uniquement sur ses mandats de conseiller municipal de Miribel, de conseiller communautaire de la communauté de communes de Miribel et du Plateau et de premier vice-président du schéma de cohérence territoriale Bugey-Côtière-Plaine de l'Ain.

## Distinctions
- Chevalier de la Légion d'honneur en 2016[5]